# Aguachica
Aguachica là một khu tự quản thuộc tỉnh Cesar, Colombia. Thủ phủ của khu tự quản Aguachica đóng tại Aguachica Khu tự quản Aguachica có diện tích 936 ki lô mét vuông. Đến thời điểm ngày 28 tháng 5 năm 2005, Aguachica có dân số 64147 người.